# Ion Marcel Vela
Ion Marcel Vela - cunoscut ca Marcel Vela (n. 2 iunie 1963, Armeniș, România) este politician român, fost senator între 2016-2020 și ministru de interne între 4 noiembrie 2019 și 23 decembrie 2020 în ambele cabinete Ludovic Orban.

## Activitate

### Senator
Marcel Vela a fost senator din partea județului  Caraș-Severin  din 2016. 

### Ministru de interne
Ca ministru de Interne, după declanșarea stării de urgență la 16 martie 2020 pe motiv de pandemie de coronavirus COVID-19, devine al doilea om în stat.